# Trulli Tales
Trulli Tales, conosciuta come Trulli Tales - Le avventure dei Trullalleri, è una serie animata nata da un'idea di due sorelle pugliesi, Fiorella e Maria Elena Congedo e ambientata proprio tra i Trulli di Alberobello in Puglia.
Prodotta da Congedo CulturArte, Fandango TV, Gaumont Animation e Groupe PVP in associazione con la RAI, con Globosat Programadora, Horizonte Conteudos e ICI Radio Canada e preacquistata da Disney EMEA. In Italia è stata trasmessa dall'11 dicembre del 2017 su Disney Junior e quindi a partire dal 2018 su Rai Yoyo, divenendo una delle serie più popolari del canale.
La serie, rivolta a tutti, promuove la dieta mediterranea e la sana alimentazione.

## Trama
La serie animata è ambientata in un villaggio incantato di trulli ai piedi di un oliveto secolare, dove è nascosto un ricettario segreto che rischia di scomparire per sempre. Ring, Zip, Stella e Sun, i quattro Trullalleri, sono i piccoli maghi-chef con bacchette magiche a forma di utensili da cucina, destinati a difenderlo con l'aiuto di Miss Frisella, la fornaia del villaggio e i consigli di Nonnatrulla. Insieme, preparano le ricette e proteggono il loro libro magico, sventando gli infidi piani del malefico Copperpot e della sua civetta Athenina.

## Personaggi

### Personaggi principali
- Ring (doppiato da Annalisa Longo[1]) è il carismatico e talentuoso leader dei maghi-chef. Ha sempre delle idee per la realizzazione delle ricette, ma a volte è indeciso sul da farsi. Inoltre, pur essendo un po' vanitoso e a volte troppo preso dai suoi progetti, è un bambino molto gentile. Il suo cappello nasconde la sua bacchetta a forma di forchetta, che è anche un magnete con cui attira oggetti e soprattutto gli ingredienti che servono per le ricette. Il suo simbolo è l'anello dei pianeti.
- Zip (doppiato da Cinzia Massironi[1]) è un bambino sempre pieno di energie. Nonostante sia goffo, lunatico e impulsivo, è anche molto curioso, divertente e istintivo. La sua bacchetta è a forma di frullino, difatti è in grado di mescolare e affettare gli ingredienti selezionati precedentemente da Ring. Il suo simbolo è la luna.
- Stella (doppiata da Sabrina Bonfitto[1]) è una bambina creativa e dolce. A volte pensa più agli altri che a sé stessa e si distrae facilmente, dimenticando le priorità. Tuttavia, la sua fervida immaginazione le permette di offrire soluzioni creative ai problemi. La sua bacchetta è una spatola, con cui decora i piatti e il suo simbolo è la stella.
- Sun (doppiata da Valentina Pallavicino[1]) è la prima della classe. È una ragazzina molto intelligente e ambiziosa. A volte rischia di essere testarda, prepotente e perfezionista, ma ha un cuore grande ed è sempre disposta ad aiutare i suoi amici. La sua bacchetta è un cucchiaio che le permette di cuocere a puntino le ricette. Il suo simbolo è il sole.
- Miss Frisella (doppiata da Emanuela Pacotto[1]) è la panettiera del villaggio e la custode del Libro Magico. La sua Bakery nasconde un laboratorio magico in cui viene preparata la ricetta del giorno sotto il consiglio di Nonna Trulla. Nella seconda stagione si rivela che la sua vera identità non è quella di una semplice panettiera (Trullifairy).
- Nonna Trulla (doppiata da Caterina Rochira[1].) è l'antenata di Miss Frisella e una dei fondatori di Trullolandia. Ha raccolto le ricette emozionali nel Libro Magico e, grazie ad esso e ad una goccia d'olio d'oliva, ritorna a parlare con i protagonisti fornendo ricette e consigli su come affrontare problemi quotidiani.

### Antagonisti
- Copperpot (doppiato da Pietro Ubaldi[1]) è l'antagonista della serie, nonché uno stregone cattivo, ma anche pasticcione. È convinto di essere un genio ed è determinato nel rubare il Libro Magico per liberare il suo antenato Copperpan, che a differenza sua è un vero genio del male.
- Athenina (doppiata da Luca Bottale[1]) è l'assistente di Copperot. È una civetta parlante intelligente e arguta, che si prende spesso gioco del capo pur tenendo molto a quest'ultimo. È molto ghiotta di olive.
- Poppy (doppiato da Laura Cherubelli[1]) è il nipotino e l’apprendista di Copperpot. Appare a partire dalla seconda stagione ed è un bambino prodigio, intelligente ed intuitivo ma anche dolce e solare. Nonostante suo zio mostri esplicitamente di essere un pasticcione, Poppy è profondamente convinto che lui sia un genio. Può essere considerato una sorta di anti-Ring.

### Personaggi ricorrenti
- Terry è una tarantola allegra che appare, assieme alla sua amica Lu, a inizio e a fine di quasi ogni puntata. Doppiata da Emanuela Pacotto[1].
- Lu è una lumaca pacata che appare, assieme alla sua amica Terry, all'inizio e alla fine degli episodi. Doppiata da Cinzia Massironi[1].
- Trullo Sovrano (doppiato da Luca Bottale[1]) è il re di Trullolandia. È un re molto buono, tanto che viene ben amato dai trullallesi. Anche se può sembrare ignaro di ciò che accade al villaggio, ha tutto sotto controllo.
- Regina Ginger è l'elegante e avventuriera regina di Trullolandia, nonché moglie di Trullo Sovrano e madre di Trullifairy. È amata e stimata dai suoi sudditi, ma Copperpan l'ha rapita e rinchiusa in una torre (per poi essere liberata anni dopo). Inoltre, Copperot è innamorato di lei sin dall'infanzia.
- Mammapot è la madre di Copperpot e, di conseguenza, nonna di Poppy. Appare per la prima volta in “La giornata del tarallino”.
- Copperpan è il malvagio antenato di Copperpot, più competente di quest'ultimo. Infatti, è riuscito ad imprigionare la Regina Ginger e, come rivelato in “La ricetta di Montezuma”, a strappare una ricetta dal Libro Magico. Tuttavia, è stato imprigionato all'interno del ricettario stesso, da cui potrebbe uscire grazie a una goccia di oliva nera.
- Choco-Chef è lo chef-padrino di Zip e un vecchio amico della Regina Ginger. Appare per la prima volta nell'episodio "La torta del prestar cura".
- Chili-Chef è la chef-madrina di Ring. Appare per la prima volta nell'episodio "Viva il peperoncino". Anche lei è una vecchia amica della Regina Ginger, ma conosce bene anche Copperpot, che chiama sempre "Cipolloto".
- Couscous-Chef è la chef-madrina di Sun ed è la migliore amica della Regina Ginger. Appare per la prima volta nell'episodio "Le cartellate di troppo" con la sua cammella Cannella.
- Cannella è la cammella di Couscous-chef. È stata chiamata così per il suo talento: trovare cannella.
- Sushi-Chef è lo chef-padrino di Stella e vecchio amico della Regina Ginger. Appare per la prima volta nell'episodio "Lo zenzero scaccia-confusione".

## Episodi

### Prima stagione
| No. Episodio | Titolo                              |
| --- | ----------------------------------- |
| 1 | La focaccia dell’umiltà             |
| Sun è convinta di vincere il festival dei pomodori con la sua piantina e usa il suo potere per farla crescere. |                                     |
| 2 | Chi è il più bravo?                 |
| I Trullalleri vogliono stabilire chi di loro è il migliore. Così Nonna Trulla chiede loro di preparare una torta, che richiede la risoluzione di quattro enigmi. Nel frattempo, Copperpot sbaglia pozione e si trasforma in un pollo gigante. |                                     |
| 3 | La ricetta della verità             |
| Zip non ha intenzione di dire ai suoi amici di aver perso la bacchetta, ma non si rende conto che è stato Copperpot a prendergliela. Infatti, un gigantesco tornado sta bloccando uno dei mulini a vento del villaggio. |                                     |
| 4 | Un budino molto paziente            |
| Zip non vede l’ora di partecipare alla partita di Trulliball. Ha così tanta voglia di partecipare che sbaglia nel preparare la ricetta e trasforma il “budino della pazienza” in un “budino della velocità”. Intanto, Copperpot si traveste da tifoso. |                                     |
| 5 | Un alito fulminante                 |
| È la giornata della degustazione dei risotti e Trullo Sovrano chiede ai nostri eroi di assaggiare la loro ricetta. Ring è convinto di conoscerla benissimo e non la legge, sbagliando e rendendo fulminante l’alito del sovrano. Copperpot ne approfitta per far svenire tutti a causa della puzza e cercare indisturbato il libro magico.                                  |                                     |
| 6 | S.O.S. Milkshake                    |
| Al buio, Ring scambia il pepe per il cioccolato e rovina le papille gustative del sovrano, che non può più scegliere il cioccolato giusto per le sue praline. |                                     |
| 7 | La zucca fantasma                   |
| Zip si diverte a spaventare i suoi amici, esagerando e rovinando la ricetta. Nel frattempo, Copperpot si traveste da zucca fantasma per far scappare tutti e cercare il libro magico. |                                     |
| 8 | Sorbetto sul ghiaccio               |
| Sun continua a scivolare mentre pattina sul ghiaccio ed ha anche difficoltà a preparare la ricetta del giorno. Perciò si arrabbia e getta via la sua bacchetta, che viene presa da Copperpot. |                                     |
| 9 | Athenina Dragonina                  |
| Ring non sa quali verdure scegliere per preparare una ratatouille. Intanto, Copperpot trasforma Athenina in un drago. |                                     |
| 10 | Ridi che ti passa                   |
| Ring, Zip, Stella e Sun si stanno esercitando per ballare la pizzica di fronte a tutto il villaggio, ma Zip ha paura di sembrare ridicolo dato che ha qualche difficoltà. Intanto, Copperpot usa un tamburello stregato per convincere tutti a ballare e cercare meglio il libro magico.                                                                                    |                                     |
| 11 | La mela della discordia             |
| Sun e Ring non riescono a mettersi d’accordo su come realizzare un progetto per la scuola. Nel frattempo, Copperpot regala mele della discordia a tutto il villaggio per spronare tutti a litigare e cercare indisturbato il libro magico. |                                     |
| 12 | Una torta da re                     |
| Ring vuole preparare una torta alle nocciole in occasione del compleanno del re, dato che quest’ultimo ama le nocciole. Tuttavia, non se ne trovano: eccetto una, che viene presa da uno scoiattolo. |                                     |
| 13 | La tisana dell'amicizia             |
| Miss Frisella ha il raffreddore e Sun decide di sostituirla, ma combina pasticci in quanto vuole fare tutto da sola. Allora, Copperpot usa delle palle di camomilla per far addormentare tutti. |                                     |
| 14 | Principessa per un giorno           |
| Sun riesce, per mezzo di un sorteggio, a diventare principessa per un giorno. Costringe, così, i suoi amici a fare tutto ciò che vuole. |                                     |
| 15 | Un profumo per Miss Frisella        |
| Zip ha intenzione di regalare a Miss Frisella un profumo ai fiori d’arancio, ma tende costantemente a distrarsi ed usa dei fiori di cipolla. Copperpot decide di approfittare della situazione. |                                     |
| 16 | Un soufflé curioso                  |
| Zip vuole sapere il segreto di Stella e costringe gli altri a seguirla fino al castello. Ciò avvantaggia Copperpot, che ha costruito un radar per cercare il libro magico. |                                     |
| 17 | Eroe per sbaglio                    |
| Zip inciampa su un’arancia e casualmente salva Sun, diventando “per sbaglio” l’eroe della giornata. Malgrado Ring sappia del fatto che sia stata una casualità, Zip non lo vuole ammettere fino a quando si ritroverà a dover salvare da solo il villaggio da un attacco di Copperpot.                                                                                      |                                     |
| 18 | La macedonia del coraggio           |
| Sun ha paura degli insetti, ma non vuole ammetterlo. Nel frattempo, la tana di Copperpot viene invasa da delle formiche. Così, lo stregone decide di attaccare il villaggio con un esercito di formiche. |                                     |
| 19 | Una situazione appiccicosa          |
| Mentre Ring, Zip e Sun intervistano il sig. Apino, Copperpot si traveste da ape e ruba tutto il miele del villaggio. In questo modo può far appiccicare tutti gli abitanti e cercare indisturbato il libro magico. |                                     |
| 20 | Voglio il mio quaderno              |
| Stella vede un braccio elastico spuntare dal nulla e versa dell’inchiostro sul quaderno di Sun. Cercherà di scusarsi, ma Sun è troppo arrabbiata con lei fino a quando scopre che la storia del braccio elastico è vera. |                                     |
| 21 | La clessidra ferma tempo            |
| Stella, Zip e Ring vorrebbero andare a fare un giro sul carro della signora Coccodè, ma Sun arriva in ritardo e perdono la corsa. Nel frattempo, Copperpot ferma il tempo usando una clessidra magica in modo da poter cercare il libro magico. |                                     |
| 22 | Falso allarme                       |
| Zip si diverte a lanciare falsi allarmi. Questo fa in modo che nessuno gli creda quando un esercito di palloncini a forma di Copperpot attacca il villaggio. |                                     |
| 23 | La carotina matta                   |
| Durante la lezione di decorazione, Stella butta via una carota perché pensa che sia brutta. Così, Copperpot decide di darle vita e farle cercare il libro magico. |                                     |
| 24 | Coppergatto                         |
| Zip vede uno strano gatto che assomiglia a Copperpot, ma preferisce continuare a pensare alle sue figurine piuttosto che avvisare gli altri. |                                     |
| 25 | Barba per uno, barba per tutti      |
| Stella ha un nuovo taglio di capelli, ma non le piace per niente. Quando scopre che Copperpot ha fatto crescere la barba a tutti gli abitanti del villaggio, decide di avventurarsi nella sua tana e usare la pozione per farsi ricrescere i capelli. |                                     |
| 26 | Chi trova un amico, trova un tesoro |
| Dato che Zip è in ritardo a scuola, Ring, Stella e Sun si uniscono a Nino per la gara di omelette. Zip, geloso, decide di fare squadra con uno chef misterioso, che in realtà è Copperpot. |                                     |
| 27 | La torta accontenta tutti           |
| Stella vuole partecipare alla gara di decorazione delle torte, ma vorrebbe accontentare le richieste di tutti. Tuttavia, finisce per cadere in una delle trappole di Copperpot. |                                     |
| 28 | Che naso Oscar!                     |
| I nostri eroi hanno il compito di trovare della vaniglia nella serra e si fanno aiutare da Oscar, che ha un olfatto eccezionale. Però Sun crede che sia di intralcio. |                                     |
| 29 | Olivolì – Olivolà                   |
| Zip trova un quadrifoglio e pensa che da quel momento in poi sarà sempre fortunato. Tuttavia Copperpot, che usa un’oliva magica che gli permette di trasportarsi da un posto all’altro con facilità, glielo ruba. |                                     |
| 30 | Meglio la verità                    |
| Sun crea una ricetta, ma Stella non vuole dirle che è cattiva per non ferire i suoi sentimenti. Tuttavia, Sun scopre la verità e si arrabbia con lei. Nel frattempo, Copperpot spruzza il siero della verità su Trullo Sovrano per fargli rivelare dov’è nascosto il libro magico.                                                                                          |                                     |
| 31 | Evviva il riciclo                   |
| Stella non vuole usare il pane raffermo per la ricetta del giorno. Così, gettando pezzi di pane ovunque, alimenta involontariamente lo slime stregato di Copperpot. |                                     |
| 32 | Un piano geniale                    |
| Tutte le bottiglie del Sig. Bottiglietto sono sparite e i maghi-chef sono convinti che sia stato Copperpot. In realtà, quest’ultimo è innocente. |                                     |
| 33 | Il nuovo compagno di classe         |
| Sun cerca di fare amicizia con un nuovo compagno di classe, che le chiede di vedere un libro speciale: non sa che quel bambino, in realtà, è Copperpot. |                                     |
| 34 | Un hamburger esagerato              |
| Zip ha deciso che mangerà solo cheeseburger, tanto che aggiunge troppo formaggio alla ricetta di Nonna Trulla. Capisce di esagerare solo dopo aver mangiato sei hamburger stregati di Copperpot, che lo faranno spiccare il volo. |                                     |
| 35 | Emergenza fate                      |
| Stella vorrebbe preparare dei biscotti alla liquirizia, ma i suoi amici pensano che sarebbero strani. Così, Stella scappa nel bosco dove incontra delle fate che chiedono aiuto. |                                     |
| 36 | Le olimpiadi di Trullolandia        |
| Ring partecipa alle olimpiadi di Trullolandia e, tra i partecipanti, c’è anche Copperpot. I due si ritroveranno a barare durante l’evento. |                                     |
| 37 | Il castello di zenzero              |
| Zip deve prendersi cura di Pinolo, il cane della signora Barboncina. Tuttavia, non può portarlo nel laboratorio di Miss Frisella, così decide di farlo in segreto. Stella, che aveva promesso di non dire nulla, rivela il segreto tradendo la fiducia dell’amico. Nel frattempo, Copperpot trova la bacchetta di Copperpan che è in grado di rimpicciolire qualsiasi cosa. |                                     |
| 38 | Un vestito per il ballo             |
| Stella vuole finire il suo vestito per il ballo e chiede ai suoi amici di svolgere dei lavori al posto suo. Nel frattempo, Athenina viene trasformata in un’umana. |                                     |
| 39 | Il segreto della pizza margherita   |
| Zip è convinto che con la forza si possa fare tutto. Cambierà idea solo quando si ritroverà ad usare la testa per affrontare Copperpot. |                                     |
| 40 | L'olio della fama                   |
| Ring scopre che i suoi antenati hanno dato il nome a oli di loro invenzione. Così decide di crearne uno tutto suo, ignorando l’ennesimo tentativo di Copperpot. |                                     |
| 41 | Zuppa a sorpresa                    |
| Sun non ha mai assaggiato i legumi e non ha ancora intenzione di farlo. Però è la giornata dei legumi e Trullo Sovrano si aspetta da loro una ricetta speciale. |                                     |
| 42 | Un babysitter per il coniglietto    |
| Trullo Sovrano chiede a Ring di prendersi cura del suo coniglietto. Dunque, non deve farlo uscire dalla gabbia e nemmeno dargli del sedano. Tuttavia, Ring disobbedisce e si ritrova a dover recuperare il coniglietto. |                                     |
| 43 | Il topolino smarrito                |
| Sun trova un topolino ricavato da una noce. Anche se scopre che si tratta di un giocattolino realizzato da Stella, non ha intenzione di restituirglielo. |                                     |
| 44 | Non sono stata io                   |
| Stella rompe per sbaglio il grissino degli antenati e Zip viene ingiustamente accusato di essere il colpevole. Intanto Copperpot ha creato un grissino che riesce a legare tutti. |                                     |
| 45 | Copperfarfalla                      |
| Sun adora le farfalle. Allora, decide di portare una strana farfalla barbuta nella serra. |                                     |
| 46 | L'asinello del Re                   |
| Il re mostra ai maghi-chef la sua collezione di statuine di asinelli. Zip ne prende una di nascosto ma, quando la riporta, trascina con sé anche una statua gigante. Non sa che al suo interno si nasconde Copperpot. |                                     |
| 47 | Il nastro di Stella                 |
| Stella deve decorare i tutù per un balletto che avrà luogo la sera e in cui si esibiranno i grandi ballerini Atheninova e Copperlosky. Ma non finisce cosa comincia. |                                     |
| 48 | La giornata del tarallino           |
| Zip ammira così tanto Ring da decidere di essere esattamente come lui. Nel frattempo, la mamma di Copperpot va a trovare il figlio, convinto che abbia già trovato il libro magico. |                                     |
| 49 | Piovono cipolle                     |
| Zip e Sun perdono una partita di Trulliball contro Ring e Stella, ma Zip non vuole ammette la sconfitta. Intanto, Copperpot decide di lanciare cipolle sul villaggio per far piangere tutti gli abitanti. |                                     |
| 50 | La giornata dell'olio novello       |
| Stella ha messo in disordine ciò che doveva servire per la raccolta delle olive. Copperpot decide di usare una cesta che si svuota sempre per distrarre gli abitanti. |                                     |
| 51 | Poteri senza bacchette - Parte 1    |
| Ring, Zip, Stella e Sun usano la magia per fare qualsiasi cosa. Così, Nonna Trulla decide di sequestrare loro le bacchette e gli fa preparare il pane senza di esse. Mentre i nostri eroi vanno alla ricerca degli ingredienti, Copperpot riesce a far addormentare tutti gli abitanti del villaggio con la sua ninnananna magica e trova il libro magico.                  |                                     |
| 52 | Poteri senza bacchette - Parte 2    |
| Dopo che Copperpot ha trovato il libro magico, decide di liberare il suo antenato Copperpan. Sta ai nostri eroi fermarlo, anche se senza bacchette. |                                     |

### Seconda stagione
| No. episodio stagione | No. episodio totale | Titolo                                   |
| --- | ------------------- | ---------------------------------------- |
| 1 | 53                  | Il lievito della fata – Parte 1          |
| Al castello c’è una porta misteriosa, oltre la quale si nasconde un grande segreto, che attira l’attenzione dei nostri eroi. Nel frattempo, Copperpot è alla ricerca di un apprendista. |                     |                                          |
| 2 | 54                  | Il lievito della fata – Parte 2          |
| Copperpot ha preso il lievito madre dalla nursery del castello e lo fa crescere con l’aiuto di una pozione. Saranno i maghi-chef e Trullifairy a fermare Copperpot e il suo nuovo apprendista Poppy. |                     |                                          |
| 3 | 55                  | La torta del prestar cura                |
| A Trullolandia arriva Cioco-Chef, il famoso maestro cioccolatiere che ha affidato a Zip lo stampo dei primi cioccolatini e che vorrebbe utilizzare. Tuttavia, Zip lo ha dato a Sun in cambio di un aiutino con i compiti. |                     |                                          |
| 4 | 56                  | La marmellata della tenacia              |
| Sta per cominciare il festival della marmellata di mele a cui Sun dice di non voler partecipare, essendo arrivata seconda l’anno precedente. Nel frattempo, Copperpot ha ritrovato il tappeto raffigurante le mele della regina Ginger. |                     |                                          |
| 5 | 57                  | Ghiaccioli spensierati                   |
| Stella non vuole ammettere di divertirsi a giocare con i suoi fratellini per paura che i suoi amici la considerino piccola. Intanto, Copperpot decide di usare un orangotango per rubare il libro magico. |                     |                                          |
| 6 | 58                  | I panettoncini del cuore                 |
| Sun utilizza i regali che non ha gradito per il suo compleanno come doni di Natale da dare ai suoi amici. Ma Copperpot ne trasforma uno in una stella stregata spruzza-scintille per accecare tutti e rubare il libro magico. |                     |                                          |
| 7 | 59                  | Brutti ma buoni                          |
| Sun vuole che il ritratto di classe sia perfetto e usa la bacchetta per congelare il sorriso dei suoi compagni. Allora, Copperpot decide di usare il suo incantesimo per costringere tutti i trullallesi a continuare a sorridere forzatamente. |                     |                                          |
| 8 | 60                  | Il pane senza segreti                    |
| Ring trova nell’orto una scatola di latta, che in realtà è una capsula del tempo con oggetti preziosi, ma la nasconde agli altri. Nel frattempo, Copperpot usa i rami di un ulivo stregato per fare bungee jumping e cercare il libro magico. |                     |                                          |
| 9 | 61                  | La tisana scioglilingua                  |
| Stella è agitata all’idea di dover leggere di fronte a tutta la classe. Copperpot trova un libro stregato che costringe chi ascolta a fare tutto ciò che il testo dice e lo usa per tenere tutti occupati mentre cerca il libro magico. |                     |                                          |
| 10 | 62                  | Le orecchiette prova e riprova           |
| Zip continua a rimandare il salto-del-trullo per evitare di fare una figuraccia davanti a tutti. Nel frattempo, Copperpot ha adattato un bilico per trovare lo slancio, acchiappare i libri a Trullolandia e tornare subito indietro. |                     |                                          |
| 11 | 63                  | La crostata dell’attenzione              |
| Zip cerca di stare al centro dell’attenzione facendo ridere gli altri, disturbando la lezione. Copperpot finge di essere un mago ambulante ed attrae tutti gli abitanti del villaggio, mentre Poppy e Athenina cercano il libro magico. |                     |                                          |
| 12 | 64                  | Il latte di luna                         |
| Stella inventa l’esistenza di un uomo della Luna. Copperpot prende l’idea e si traveste in modo che i trullalesi accolgano l’ospite della Luna e gli portino ciò che vuole, cioè il libro magico. |                     |                                          |
| 13 | 65                  | Una torta da rifare                      |
| Sun non vuole ammettere di aver sbagliato mentre ha preparato una torta. Copperpot spruzza la pozione “procura sbagli” al Trullosovrano per farsi nominare re del villaggio. Ma, per sbaglio, è Poppy a diventare il sovrano. |                     |                                          |
| 14 | 66                  | W il peperoncino                         |
| La chef messicana Chili-chef è a Trullolandia per una gara di cibi piccanti. Tutti amano il piccante, eccetto Ring che però non vuole ammetterlo per non essere preso in giro dai suoi amici. Nel mentre, Copperpot usa il peperoncino superpiccante per lasciare tutti senza fiato per un po’ di tempo. |                     |                                          |
| 15 | 67                  | Le chiacchiere so tutto io               |
| Sun è la guida del giudice del concorso “Viva il villaggio” e non accetta nessun consiglio, in quanto convinta di sapere tutto il necessario. Così Copperpot, travestito da giudice, si fa mostrare tutte le meraviglie di Trullolandia con la speranza di trovare il libro magico. |                     |                                          |
| 16 | 68                  | I biscotti mai senza permesso            |
| Zip prende in prestito un giocattolo da Sun senza chiederle il permesso e, a sua volta, lo presta agli altri. Nel frattempo, Copperpot usa una chiave magica per controllare il giocattolo e ordinargli di cercare il libro magico. |                     |                                          |
| 17 | 69                  | Il roastbeef della fiducia               |
| Sun non trova il suo prezioso scrigno dell’amicizia e, perdendo fiducia nei suoi amici, ingaggia un detective per cercarlo. In realtà il detective è Copperpot, che pensa che il lo scrigno contenga il libro magico. |                     |                                          |
| 18 | 70                  | Le cipolle del rispetto                  |
| Stella non vuole togliersi i suoi calzini puzzolenti. Ispirato, Copperpot libera delle puzzole nel villaggio per far correre tutti al riparo, in modo da trovare il libro magico. |                     |                                          |
| 19 | 71                  | La zuppa aggiustatutto                   |
| Sun, per sbaglio, rovina il mantello preferito del re e promette di non usare più la bacchetta magica. Copperpot la trova e surriscalda le case per far scappare ogni abitante del villaggio e cercare il libro magico. |                     |                                          |
| 20 | 72                  | Lo zenzero scaccia confusione            |
| Stella è in crisi creativa perché ha perso le bacchette che voleva regalare a Sushi-chef per la festa della fioritura dei ciliegi. Intanto, Poppy trova le bacchette magiche di Ginger, che però sono permalose. |                     |                                          |
| 21 | 73                  | Le cartellate di troppo                  |
| Sun vuole fare bella figura con Couscous-chef, preparando per il suo arrivo tanti piatti orientali. Nel frattempo, Copperpot rapisce Cammella, l’elegante cammella della chef e, con una pozione, la dota di voce umana. |                     |                                          |
| 22 | 74                  | Il croccante coccoloso                   |
| Ring perde Honey, il suo orsacchiotto preferito, ma si vergogna di chiedere ai suoi amici per ritrovarlo. Copperpot l’ha preso e lo ha regalato al nipote, che invece gli regala un trampolino da neve per arrivare più facilmente al villaggio per rubare il libro magico. |                     |                                          |
| 23 | 75                  | Le tortine del potere                    |
| Ring è troppo occupato a pensare al suo futuro e si rifiuta di aiutare in casa. Infatti, quando Copperpot arriva al villaggio con la sua ditta di pulizie, Ring lo accoglie con entusiasmo. |                     |                                          |
| 24 | 76                  | La ricetta di Montezuma                  |
| Ring viene nominato dal re “grande cerimoniere della festa d’estate” e prende molto seriamente il suo ruolo. Tuttavia, non si accorge che, dietro la statua di Montezuma, si nasconda Copperpot. |                     |                                          |
| 25 | 77                  | L’ingrediente dell’esploratore – Parte 1 |
| Ring vuole vincere il concorso di giornalismo e segue Poppy, intento ad accamparsi da qualche parte con la sua tende da campeggio per ricevere il distintivo di “giovane stregone esploratore”. Anche Copperpot e Athenina seguono Poppy, anche se con l’intenzione di avere una “base” in cui portare i libri del villaggio.                                                                                           |                     |                                          |
| 26 | 78                  | L’ingrediente dell’esploratore – Parte 2 |
| Ring e Poppy si sono persi nel bosco e sia i maghi chef che Copperpot li cercano. Tuttavia, anche loro si perdono. Per fortuna, ritrovano la strada grazie a Trullifairy e Copperpot ha ancora intenzione di cercare il libro magico. |                     |                                          |
| 27 | 79                  | La merenda della semplicità              |
| Zip è deluso dallo spuntino che sua madre ha preparato per lui, nonché pane e olio. Copperpot ha trovato un misterioso anello con un’oliva nera che non riesce a togliere ed ha bisogno di olio, che va a prendere al villaggio. |                     |                                          |
| 28 | 80                  | La pasta della domenica                  |
| Sun ha troppi impegni e non riesce a riposarsi. Nonostante ciò, si prende la responsabilità di fare da guida al museo della pasta. Però si addormenta proprio quando Copperpot ruba la famosa scultura “farfalla” dell’artista Anacardo Pomodoro per chiedere in riscatto il libro magico. |                     |                                          |
| 29 | 81                  | La ricetta dell’altezza                  |
| Stella si sente a disagio in quanto pensa di essere più bassa dei suoi amici. Allora, Copperpot, travestito da personal trainer, le dice che nel libro magico c’è una ricetta fatta apposta per lei. |                     |                                          |
| 30 | 82                  | Il giorno della civetta                  |
| A Trullolandia è il giorno della civetta, ma Copperpot si rifiuta di festeggiarlo. Allora, Athenina si arrabbia e decide di andare al villaggio a festeggiare da sola. Nel frattempo, Sun si affida a un misterioso maestro di ballo per vincere la gara. |                     |                                          |
| 31 | 83                  | Il Babaganoush dell’onestà               |
| Cous-cous chef sta tenendo un laboratorio di saponi naturali. Tuttavia, Sun ha difficoltà a produrre il suo sapone, così decide di scambiarlo con quello di Stella. Copperpot usa il sapone di Sun per creare delle bolle giganti in cui intrappolare e spedire in aria gli abitanti del villaggio. |                     |                                          |
| 32 | 84                  | La ricetta del contro pasticcio          |
| Zip è così eccitato per la sorpresa che i suoi genitori stanno preparando per il Festival delle Luminarie che la svela ai suoi amici, nonostante non avesse dovuto farlo. Nel frattempo, Copperpot si traveste da musicista e, suonando un pianoforte magico, cerca di controllare le luminarie della festa e attirare tutti gli abitanti fuori dal villaggio.                                                          |                     |                                          |
| 33 | 85                  | La pasta se fossi in te                  |
| È la giornata senza glutine a Trullolandia, ma Zip non pensa che l’intolleranza al glutine sia importante e trova assurdo dover preparare della pasta senza farina di grano. Nel frattempo, Poppy ha comprato dei fagiolini salterini e quando una falena magica si schiude da uno di essi, Copperpot progetta di usarne una per rubare il libro magico. Tuttavia, prima deve recuperare il fagiolo che è scappato via. |                     |                                          |
| 34 | 86                  | Le bombette della voglia matta           |
| Zip vuole così tanto l’ennesimo paio di scarpe nuove, convinto che possano aiutarlo a vincere una partita a trulli-ball. Così, si mette a fare dei lavoretti per guadagnarle, dimenticandosi del resto. Invece, Copperpot usa una pianta mangia-libri per rubare tutti i libri del villaggio, tra cui il libro magico.                                                                                                  |                     |                                          |
| 35 | 87                  | Attenti ai fichi                         |
| Sun e Zip stanno dando una mano al mercatino delle specialità, ma Zip vuole toccare o provare ogni cosa che c’è sul banchetto. Nel frattempo, Copperpot ha intenzione di utilizzare la ricetta della supercolla latte di fichi di Copperpan per attaccare tutti gli abitanti di Trullolandia, inclusa Mommypot. |                     |                                          |
| 36 | 88                  | Il riso al salto                         |
| Sun si è rotta un braccio e non può partecipare alle olimpiadi di cucina acrobatica. Copperpot, invece, scopre in casa un dipinto magico che gli permette di spiare ciò che succede al castello e lo usa per trovare qualche indizio sul libro magico. |                     |                                          |
| 37 | 89                  | La rosetta mordi e fuggi                 |
| Ring ha una forte passione per i dinosauri, ma nessuno dei suoi amici la condivide: nessuno, a parte Poppy con il quale trova un “uovo di dinosauro” nella foresta. Allora, Copperpot decide di usarlo per distrarre gli abitanti di Trullolandia e rubare il libro magico. |                     |                                          |
| 38 | 90                  | Canditi mille colori                     |
| Sun non accetta che gli altri abbiano gusti diversi dai suoi. Intanto Copperpot manda un’ondata di agrumi a rotolare attraverso il villaggio e spazzare via gli abitanti. |                     |                                          |
| 39 | 91                  | Le polpette della nonna                  |
| I nostri eroi sono alla ricerca di un piatto da preparare per una gara dal tema “il nuovo viene dal passato”. Così Zip propone di rivisitare le polpette, ma Ring si rifiuta in quanto sono il piatto tradizionale della sua famiglia. Nel frattempo, Copperpot si insinua come presidente della giuria con lo scopo di ottenere il libro magico.                                                                       |                     |                                          |
| 40 | 92                  | Sale e zucchero quanto basta             |
| Ring, Zip, Stella e Sun giocano a indovinare le forme degli ulivi secolari e Sun sostiene di essere l’unica ad interpretare le forme nella maniera corretta. Copperpot ordina ad Athenina di fingere che un uliveto parli con la voce di Copperpan per distrarre tutti, mentre lui va alla ricerca del libro magico. |                     |                                          |
| 41 | 93                  | Gli spaghetti “Non ti scordar di me”     |
| Stella trova una gattina con cui passa più tempo che con i suoi amici. Copperpot manda il gattino di Poppy a seguire la gattina di Stella per trovare, con il loro aiuto, il libro magico. |                     |                                          |
| 42 | 94                  | La focaccia dei superpoteri              |
| Zip ha difficoltà nel preparare delle decorazioni pasquali e per sbaglio crea una super-cesta. Copperpot ci salta dentro per trovare più facilmente il libro magico. |                     |                                          |
| 43 | 95                  | Biscotti mostruosi da paura              |
| A Stella non piace Halloween, ma non vuole ammettere che non le piacciono le cose spaventose. Intanto, Poppy riempie tutto il villaggio di costumi da Copperpot. In questo modo, Copperpot riesce a mimetizzarsi e cercare indisturbato il libro magico. |                     |                                          |
| 44 | 96                  | I marron glacé “Batti-le-mani”           |
| Al villaggio è arrivato Cioco-chef con una scorta di castagne per la Festa d’Autunno. Leonard ha costruito un’eccezionale macchina per pulirle, attirando l’attenzione dello chef e facendo ingelosire Zip. Copperpot intanto ingrandisce un riccio di castagna d’India per rotolare tranquillamente per il villaggio.                                                                                                  |                     |                                          |
| 45 | 97                  | La ricetta di San Valentino              |
| È la giornata di San Valentino a Trullolandia e tutti collaborano: tutti tranne Zip, che procede controvoglia e non consegna il pacco che Ring ha preparato per il Trullo Sovrano. Copperpot trova il pacco e sostituisce il regalo con il suo filtro “San Valentino” in modo da renderlo un mito agli occhi del re. |                     |                                          |
| 46 | 98                  | Il discorso del Re                       |
| Zip scambia i fogli di una presentazione che dovranno tenere lui e i suoi amici con quelli del discorso del re. Copperpot approfitta della situazione, facendo leggere al Trullo Sovrano un discorso stregato capace di ipnotizzare tutte le persone che lo ascoltano. |                     |                                          |
| 47 | 99                  | Pollo arrosto con contorno come vuoi     |
| Ring ha bisogno di mettersi gli occhiali, ma si sente in imbarazzo e si rifiuta di indossarli. Così, Copperpot aggiunge delle lenti ipnotiche negli occhiali del trullalero per ipnotizzare il Trullo Sovrano. Tuttavia, sarà Ring a essere ipnotizzato e a portargli tutti i libri del villaggio. |                     |                                          |
| 48 | 100                 | La pizza scaccia pensieri                |
| Ring vuole creare una pizza originale per la gara di pizze del villaggio, ma non sa come farcirla. Nel frattempo, Copperpot cerca di intrappolare gli abitanti di Trullolandia in una rete di mozzarella. |                     |                                          |
| 49 | 101                 | Karate-tè                                |
| Stella ha fatto una ricerca sul tè giapponese per il quale ha una vera passione e si è scordata di preparare la merenda per la sua amica Macha. Intanto Copperpot si traveste da lottatore di sumo, approfittandosene della gara di karate per cercare il libro magico. |                     |                                          |
| 50 | 102                 | La torta cinque veli                     |
| Trullifairy ha ricevuto un invito al raduno delle fate pasticciere. I Trullalleri la incoraggiano a partecipare, ma la fata ha paura di non essere all’altezza. Copperpot, travestisto da Fata Cipolla, trova il libro degli incantesimi di Ginger e cerca l’aiuto di Trullifairy per tradurre il trullallese e capire dove si trova il libro magico.                                                                   |                     |                                          |
| 51 | 103                 | Sapori di casa – Parte 1                 |
| Trullo Sovrano sta tenendo una lezione sul trullallese ma per Sun è assurdo dover studiare una lingua che solo i membri della famiglia reale conoscono sin dalla nascita. Nel frattempo, Copperpot ha trovato nel fico un tunnel magico e in cui si trovano delle strane scritte in trullallese. |                     |                                          |
| 52 | 104                 | Sapori di casa – Parte 2                 |
| Non si riescono a trovare né Trullifairy né Copperpot, allora i nostri eroi si alleano con Poppy e Athenina per ritrovarli. |                     |                                          |

## Sigla
La sigla italiana d'apertura della serie animata Trulli Tales - Le avventure dei Trullaleri è scritta da Alessandro Boriani, Fiorella Congedo e Maria Elena Congedo ed interpretata da Emanuela Pacotto in tutti gli episodi, mentre la sigla di chiusura è strumentale.